# 希皮齐诺 (科特拉斯区)
希皮齐诺（羅馬化：Shipitsyno）是俄罗斯阿尔汉格尔斯克州的市级镇，属科特拉斯区，位于奥涅加河左岸，在区行政中心科特拉斯西北约7（4.3英里）处。
该地2021年有人口3,350人；2010年人口3,452；2002年人口3,930；1989年人口4,795。